# M105 (galaxie)
Pour les articles homonymes, voir M105.
M105 (NGC 3379) est une galaxie elliptique relativement rapprochée et située dans la constellation du Lion. M105 a été découverte par l'astronome français Pierre Méchain le 24 mars 1781.

## Caractéristiques
Sa vitesse par rapport au fond diffus cosmologique est de 1 255 ± 24 km/s, ce qui correspond à une distance de Hubble de 18,51 ± 1,34 Mpc (∼60,4 millions d'al).
À ce jour, 58 mesures non basées sur le décalage vers le rouge (redshift) donnent une distance de 11,066 ± 2,513 Mpc (∼36,1 millions d'al), ce qui est à l'extérieur des valeurs de la distance de Hubble. Puisque cette galaxie est relativement rapprochée du Groupe local, il est probable que cette valeur soit plus près de la distance réelle de NGC 3379. Notons que c'est avec la valeur moyenne des mesures indépendantes, lorsqu'elles existent, que la base de données NASA/IPAC calcule le diamètre d'une galaxie.
M105 est une galaxie LINER, c'est-à-dire une galaxie dont le noyau présente un spectre d'émission caractérisé par de larges raies d'atomes faiblement ionisés.

## Découverte
M105 a été découverte par l'astronome français Pierre Méchain le 20 mars 1781. Charles Messier n'a ni observé ni ajouté cette galaxie à son catalogue, car Méchain n'a mesuré la position de cette galaxie que le 10 avril, deux à trois semaines avant la publication du catalogue de Messier. Comme M105 a été découverte à la même époque que M103, le dernier objet de la troisième édition du catalogue en 1781, cette galaxie a été ajoutée au catalogue Messier en compagnie de M106 et M107 par l'astronome canadienne Helen B. Sawyer Hogg en 1947.

## Un disque de poussière entourant le noyau
Grâce aux observations du télescope spatial Hubble, on a détecté un disque de poussière autour du noyau de M105 (NGC 3379). La taille de son demi-grand axe est estimée à 80 pc (~260 années-lumière).

## Trou noir supermassif
Selon une étude publiée en 2006, le cœur de la galaxie renfermerait un trou noir supermassif. Selon cette étude, la masse du trou noir serait de 1,4+2,6
−1,0 x 108 {\displaystyle M_{\odot }}.

## M105, une galaxie dugroupe de M96
La galaxie M105 fait partie du groupe de M96 (NGC 3368). Ce groupe de galaxies, aussi appelé par certains groupe du Lion I, contient au moins 12 galaxies dont NGC 3299, M95 (NGC 3351), M96 (NGC 3368), NGC 3377, NGC 3384, NGC 3412 et NGC 3489. Le groupe de M96 est en réalité l'un des deux sous-groupes du groupe du Lion I. L'autre sous-groupe est le triplet du Lion constitué des galaxies M65 (NGC 3623), M66 (NGC 3627) et NGC 3628. Le groupe du Lion I est l'un des nombreux groupes du superamas de la Vierge.

## L'anneau du Lion

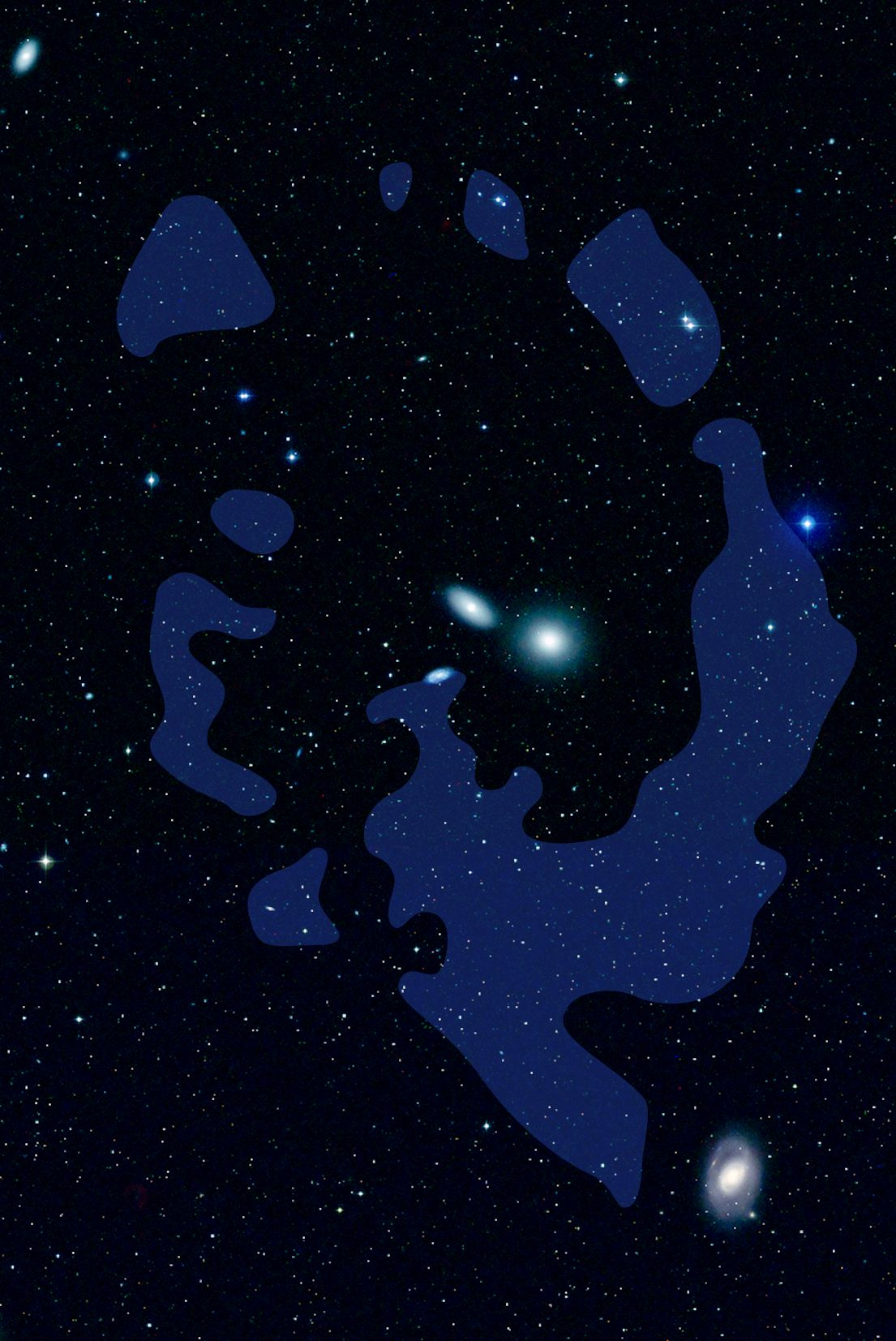
L'anneau du Lion autour de M105 et NGC 3384. Un pont de gaz relie l'anneau à M96, la galaxie en bas et à droite de l'image.

L'anneau du Lion est un immense nuage gazeux intergalactique d'hydrogène et d'hélium en orbite autour de deux galaxies, M105 et NGC 3384. L'anneau a été découvert en 1983 par des radioastronomes. La taille de cet anneau est d'environ 650 000 années-lumière.
En se basant sur des observations faites par GALEX dans le domaine de l'ultraviolet, les astronomes ont émis l'hypothèse que l'anneau était constitué de gaz primordial en train de former une galaxie. En 2010, on a cependant déterminé que ce gaz n'était pas d'origine primordial, mais qu'il venait plutôt d'une collision entre M96 et NGC 3384.  Cette collision se serait produite il y a plus d'un milliard d'années.

## Galerie

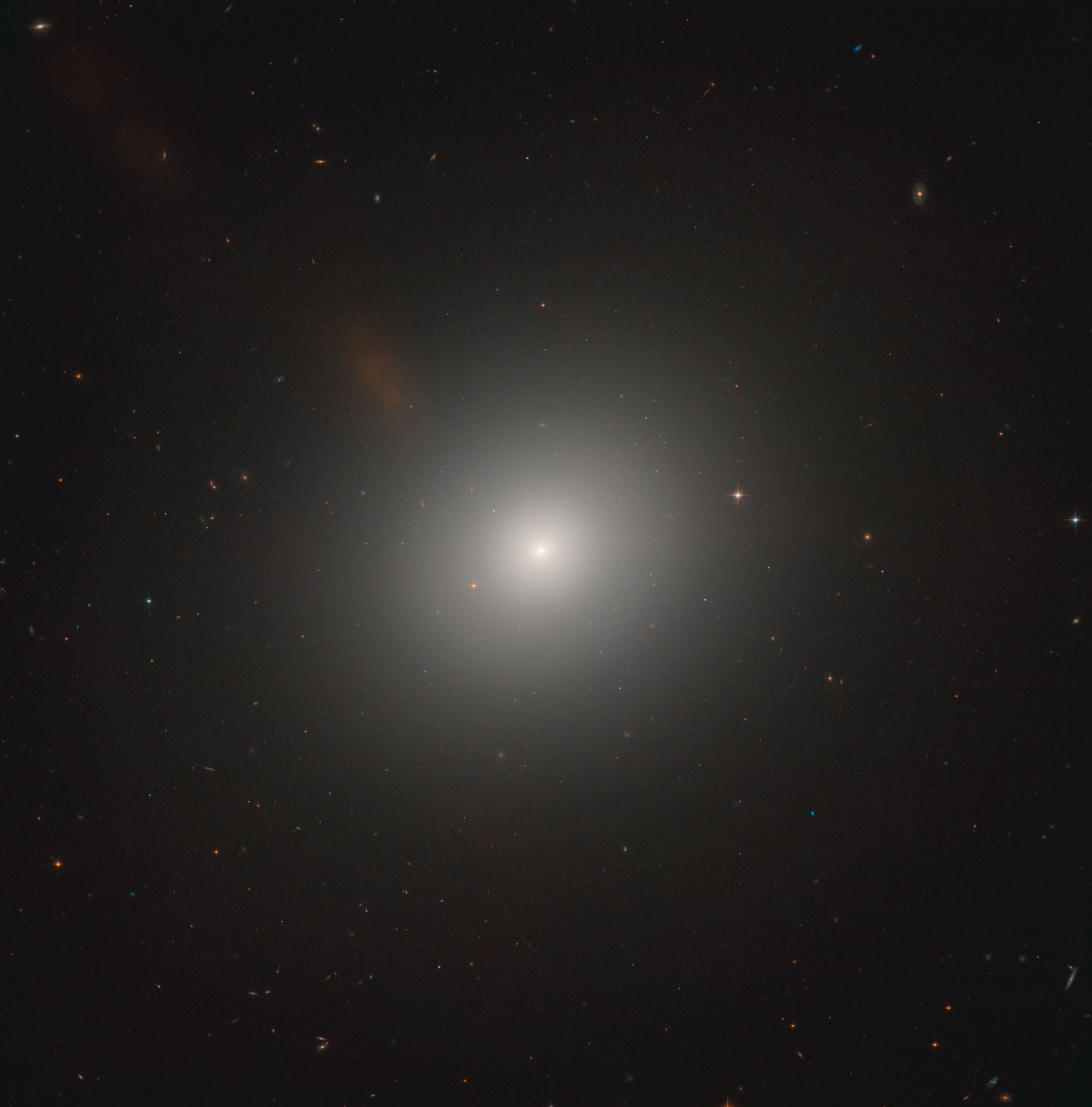
M105 dans le visible par le télescope spatial Hubble.
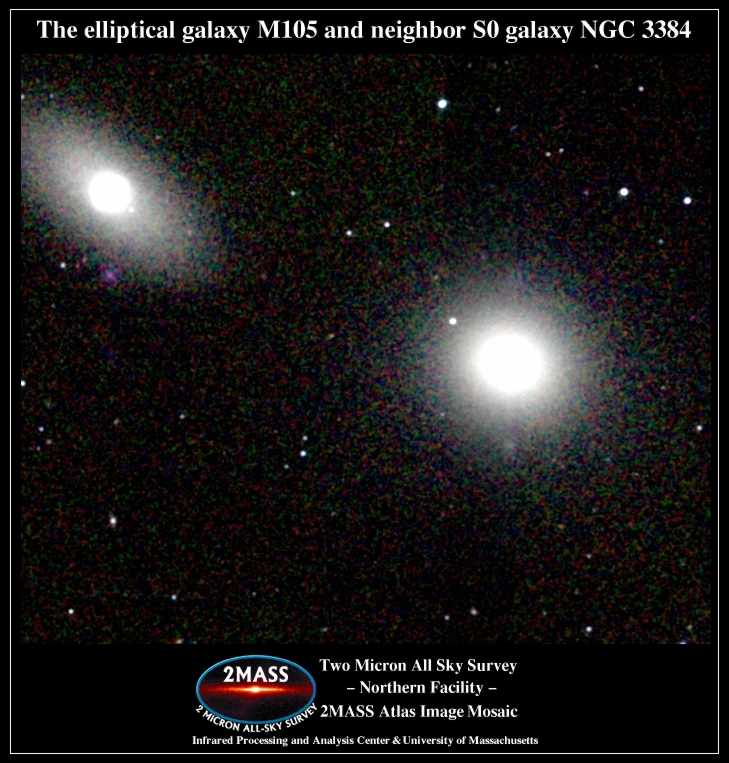
Messier 105 et NGC 3384 (2MASS).
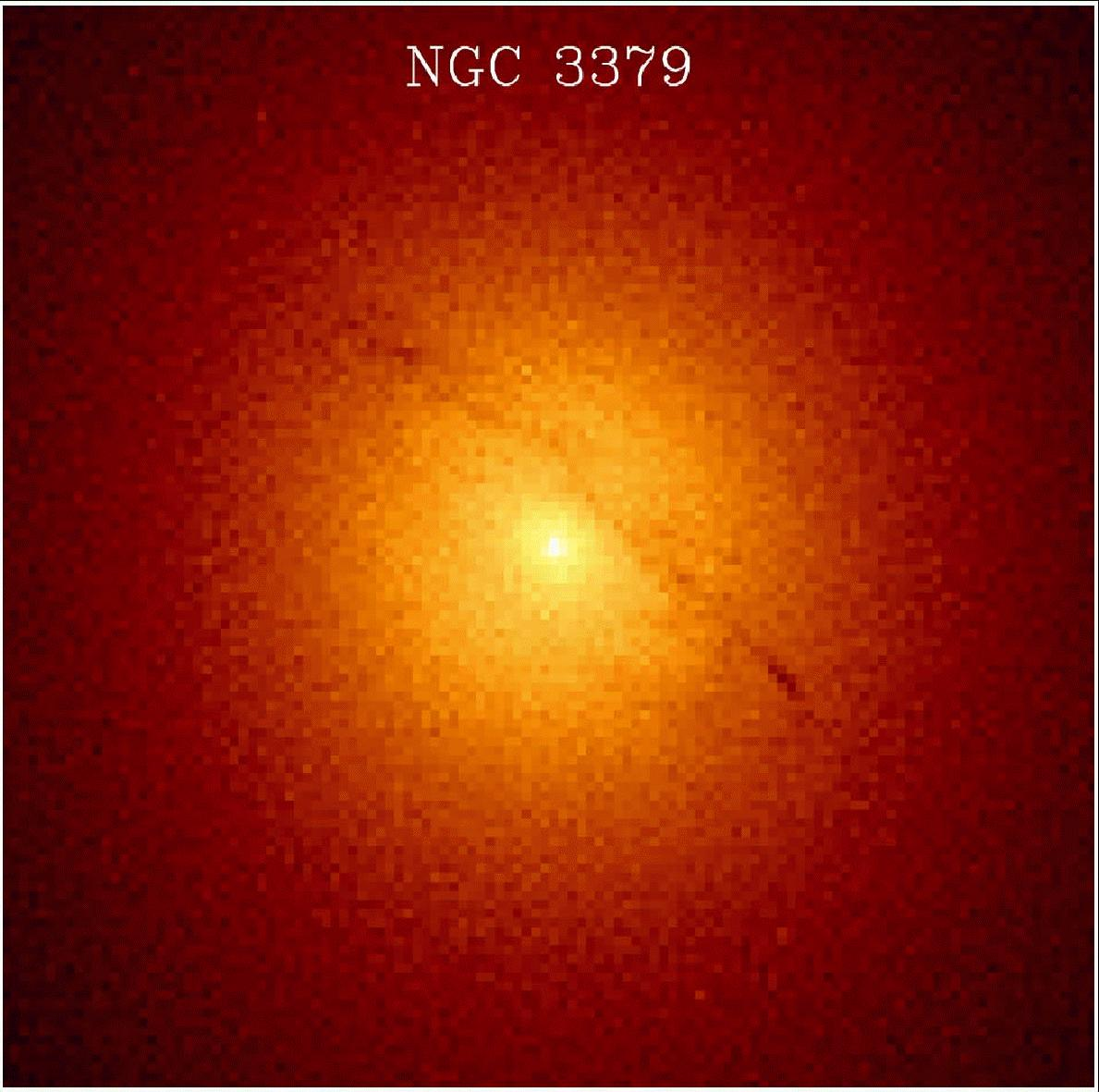
Le cœur de M105.